# Tomosvaryella kalevala
Tomosvaryella kalevala är en tvåvingeart som beskrevs av Christian Kehlmaier 2008. Tomosvaryella kalevala ingår i släktet Tomosvaryella och familjen ögonflugor. Arten har ej påträffats i Sverige. Inga underarter finns listade i Catalogue of Life.